# Lockheed P-3 Orion
Pour les articles homonymes, voir P-3 et Orion.
Le Lockheed P-3 Orion est un avion de patrouille maritime quadrimoteur à hélices mis en œuvre dans le monde entier. Le P-3 Orion est un dérivé militaire du projet d'avion civil Lockheed L-188 Electra.

## Historique

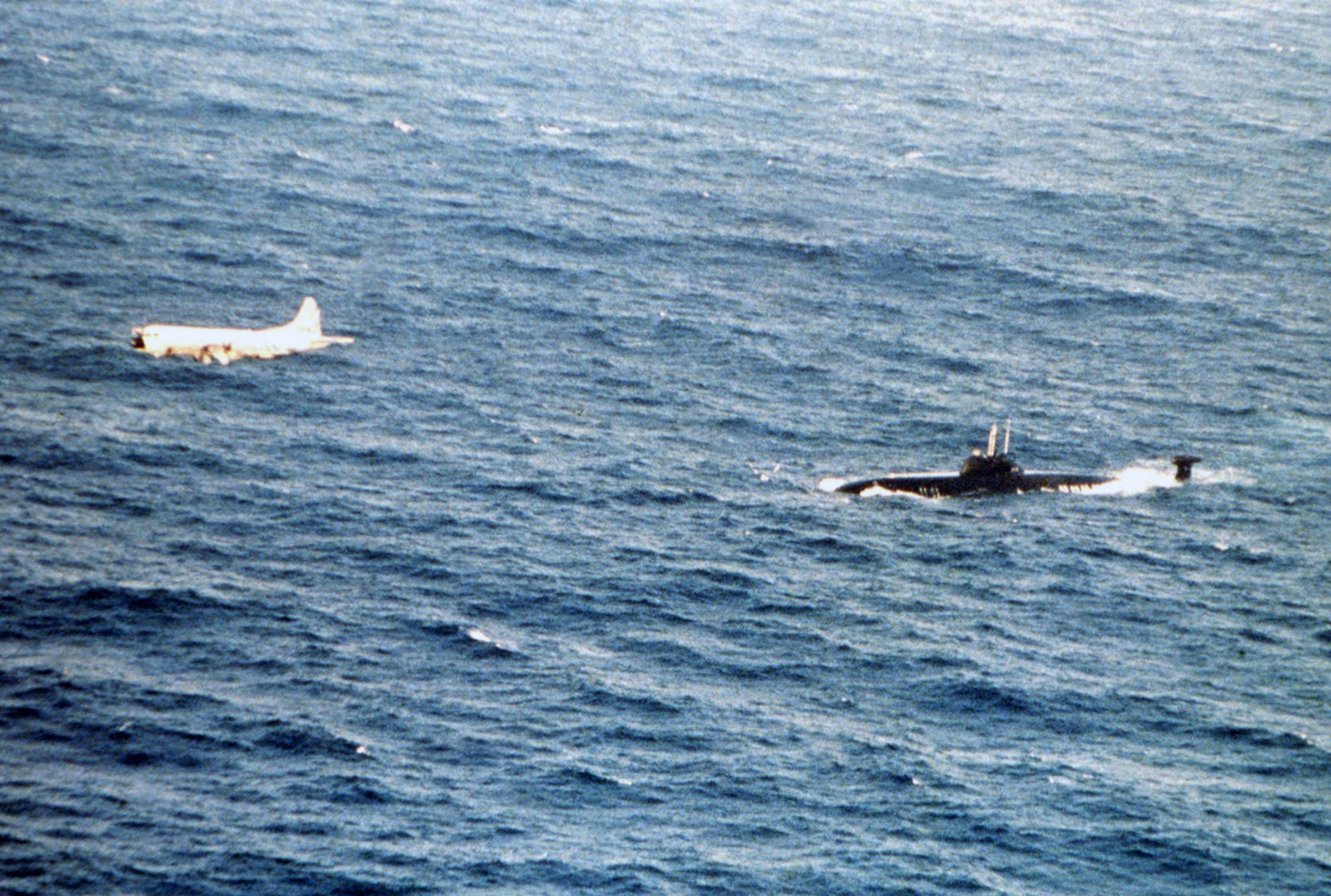
P-3C Orion survolant un sous-marin de la classe Victor III dans l'Atlantique (Bermudes) en 1983

En 1957, l'US Navy exprime son besoin de remplacer ses P2V Neptune vieillissants, dotés de moteurs à pistons. Lockheed est sélectionné pour le développement de l'appareil et obtient l'autorisation d'utiliser la cellule de son modèle civil L-188 Electra qui est un quadri-turbopropulseur.
Basé sur la troisième cellule de l'Electra, un premier prototype, désigné YP3V-1, est construit. Il effectue son premier vol le 25 novembre 1959. Par rapport au modèle civil, dont il est issu, il est plus court de 2,24 m et est modifié pour accueillir une soute à bombes.
Ses essais effectués, il reçut la désignation de P3V-1 et fut mis en service pour la première fois dans la marine des États-Unis en 1962. Équipés de propulseurs Allison T56-A-10W de 4 500 chevaux et du même système tactique que le P2V-7, cent-cinquante-sept appareils de ce type furent construits. À partir du 109e appareil, le système tactique fut remplacé par un système Deltic plus moderne tandis que les avions déjà en service furent rénovés avec ce système. Les P-3A furent retirés du service en 1979.
Une seconde version vit le jour sous le nom de P-3B et fut construite à 145 exemplaires. Les différences avec le P-3A résidaient dans une nouvelle motorisation, des Allison T56-A-14, et la possibilité d'emporter des missiles AGM-12 Bullpup.
La version finale, P-3C, conserva la cellule et la motorisation de la précédente mais fut équipée d'un nouveau système de lutte anti-sous-marine et d'un Air Tactical Data System. Entre 1975 et 1984, trois modernisations furent effectuées. La dernière permet à l'Orion d'emporter diverses armes dont des missiles AGM-84 Harpoon sur des points de charges externes, 4 torpilles Mk.46 ou 2 bombes sous-marines Mk.101 en soute et peut aussi utiliser des bouées acoustiques.
Le dernier P-3C Orion construit quitta l'usine en 1990. En tout 649 appareils furent produits, dont 110 par la firme japonaise Kawasaki.
Il reste cependant en service actif dans diverses marines dans les années 2010, l'Allemagne prévoit par exemple de les garder en service jusqu'en 2035. Aux États-Unis, les plus de 225 appareils en service sont remplacés à partir des années 2010 par 108 exemplaires d'une version militaire du Boeing 737, le Boeing P-8 Poseidon. Le 10 octobre 2019, les derniers avions de patrouille maritime P-3C Orion de l'US Navy ont effectué leur dernier déploiement opérationnel de plusieurs mois. Les derniers P-3C doivent être retirés du service en 2023.
Le 31 mars 2001, lors de l'incident de l'île de Haïnan, un patrouilleur EP-3E Aries II de la US Navy a dû atterrir sur l'île de Haïnan en Chine à la suite d'une collision avec un chasseur Shenyang J-8 chinois au-dessus de la zone économique exclusive chinoise.

## Missions
Le P-3 est conçu pour la lutte anti-sous-marine et accomplit des missions de recherche et sauvetage. Lors des patrouilles de longue durée, un P-3 coupe généralement l'un de ses quatre moteurs afin de réduire la consommation de carburant et augmenter son autonomie. Il arrive aussi que certains appareils coupent jusqu'à deux de leurs quatre moteurs, permettant d'allonger une patrouille, qui dure en général une dizaine d'heures. En 1972, le record est établi par un P-3 Orion néo-zélandais qui effectue un vol de 21 h 30 min.
Le P-3 Orion est notamment actif dans la région somalienne où il est chargé de survoler l'océan Indien à la recherche d'éventuelles traces de piraterie. En 2018, ce sont ainsi des P-3C Orion de la marine allemande et des P-3M Orion espagnols qui étaient engagés aux côtés de l'opération européenne EUNAVFOR Atalante.
Les deux Lockheed WP-3D Hurricane Hunter de la NOAA sont aussi utilisés pour observer les ouragans.

## Variantes

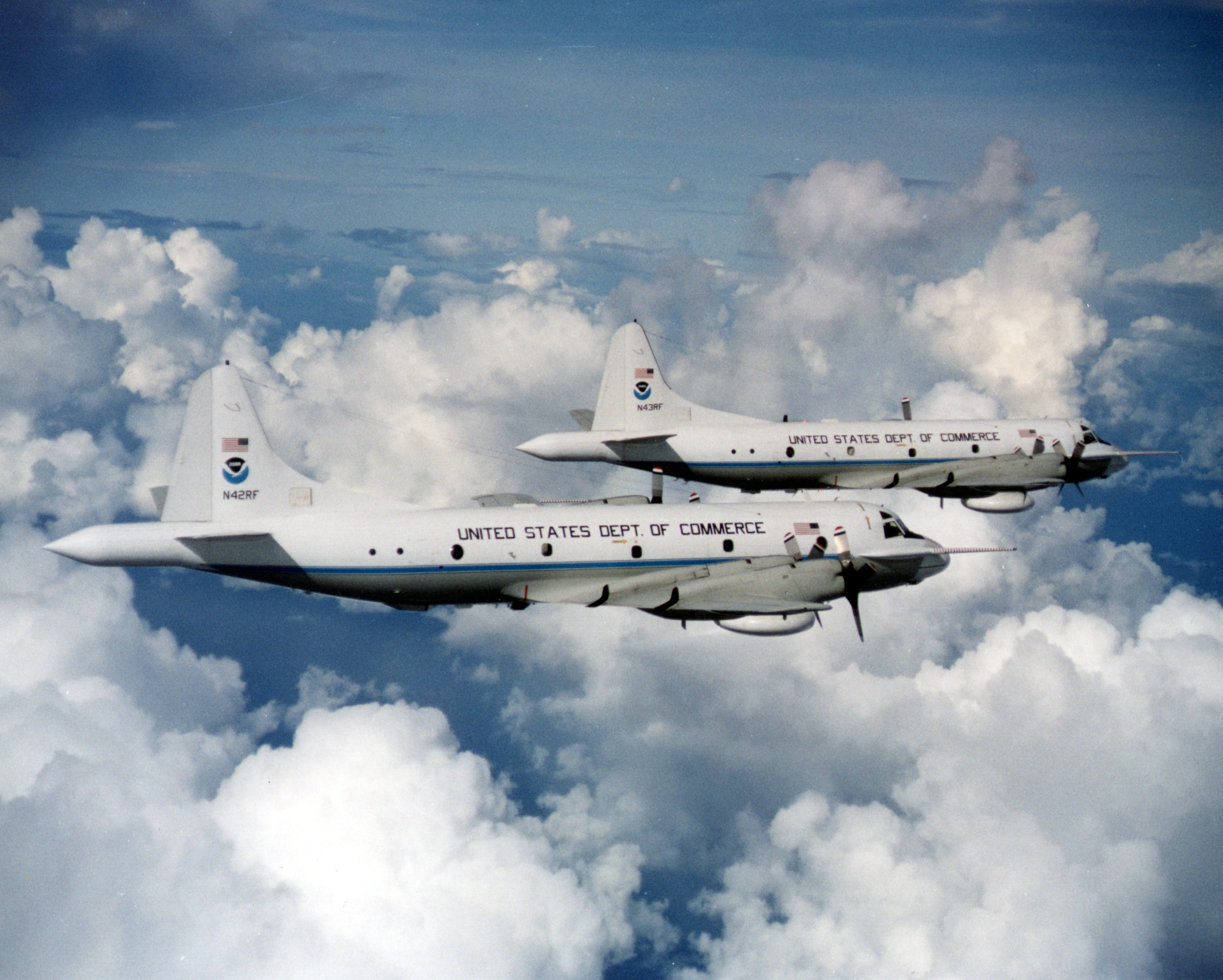
2 WP-3D Orions de la National Oceanic and Atmospheric Administration des États-Unis : les chasseurs de cyclones.

- YP3V-1 : Prototype aérodynamique issu du L-188 Electra (1 exemplaire)
- P3V-1 renommé P-3A : Première version de série pour la patrouille maritime (157 exemplaires)
  - EP-3A : Version destinée aux essais de radars
  - NP-3A : Version aménagée en laboratoire
    - NP-3D : Version aménagée en laboratoire (3 exemplaires en 2010 à la VXS-1)

  - RP-3A : Version servant à la reconnaissance photo
  - TP-3A : Version destinée à l'entraînement
  - UP-3A : Version de transport
  - VP-3A : Version de transport V.I.P.
  - WP-3A : Version de reconnaissance météorologique
    - WP-3D : Version de reconnaissance météorologique (2 en 2009 à la NOAA)
- P-3B : Seconde version de série dotée d'une nouvelle motorisation (144 exemplaires)
  - EP-3B : Version de reconnaissance électronique
  - UP-3B : Version de transport
- YP-3C : Prototype doté de nouveaux équipements électroniques
- P-3C : Troisième version de série (348 exemplaires)
- AP-3C : Version modernisée des P-3C australiens
- RP-3D : Version de surveillance électronique (3 exemplaires)
- EP-3E Aries: Version de reconnaissance électronique
- EP-3J : Version de brouillage radar
- P-3K : Version modernisée des P-3B néo-zélandais
- P-3N : Version modernisée des P-3B norvégiens, cockpit équivalent au P-3C et 30 sièges passagers. La suite anti-sous-marine est très réduite et ces avions sont avant tout destinés à l'entrainement des pilotes, le soutien aux gardes-côtes ou encore le transport de passagers.
- P-3P : Version modifiée de P-3B australienne pour le Portugal
- P-3T : Version modernisée de P-3A thaïlandais
- UP-3A : Version modernisée de UP-3A thaïlandais
- P-3 AEW & C : Version AWACS destinée aux douanes américaines

## Utilisateurs

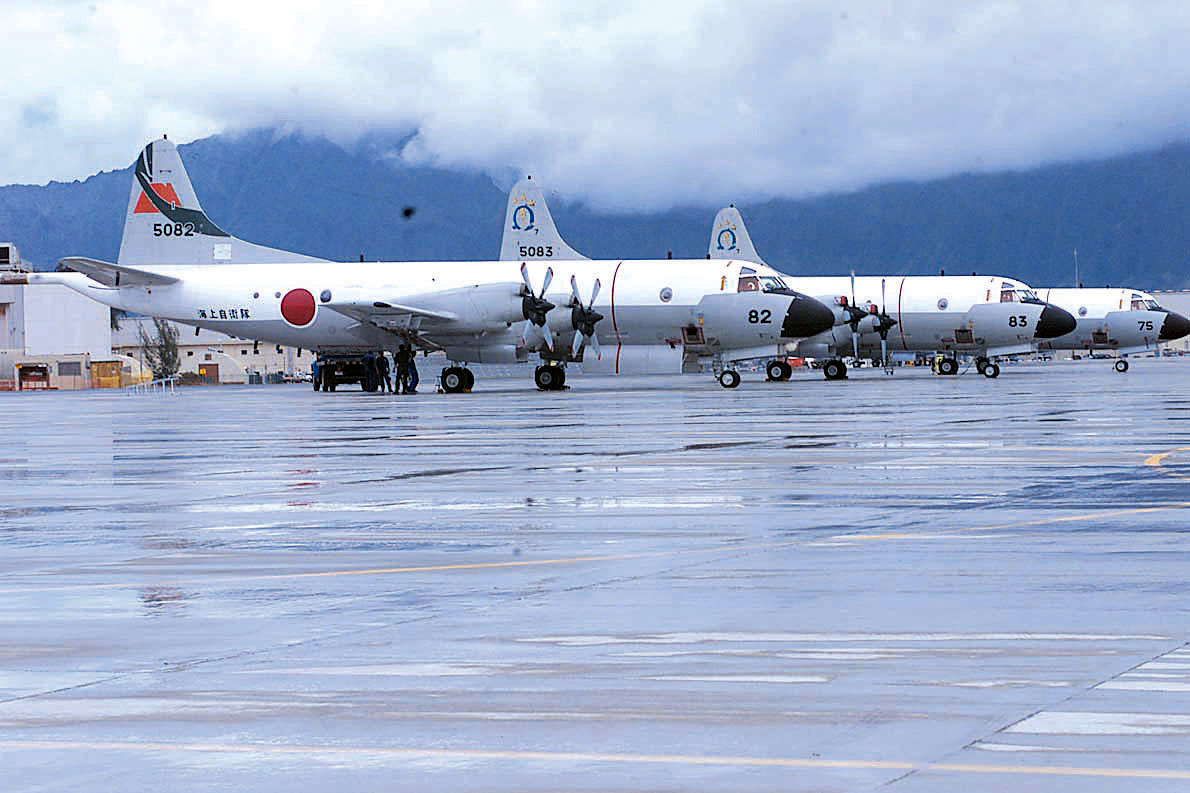
P-3C japonais en 2001.

- Allemagne : la marine allemande (Deutsche Marine) a commencé en juin 2006 à remplacer les Breguet Atlantic de l'escadrille aéronavale (Marinefliegergeschwader) 3 Graf Zeppelin arrivés en fin de vie utile par huit P-3 Orion fabriqués dans les années 1980 et ayant auparavant appartenu aux Pays-Bas.

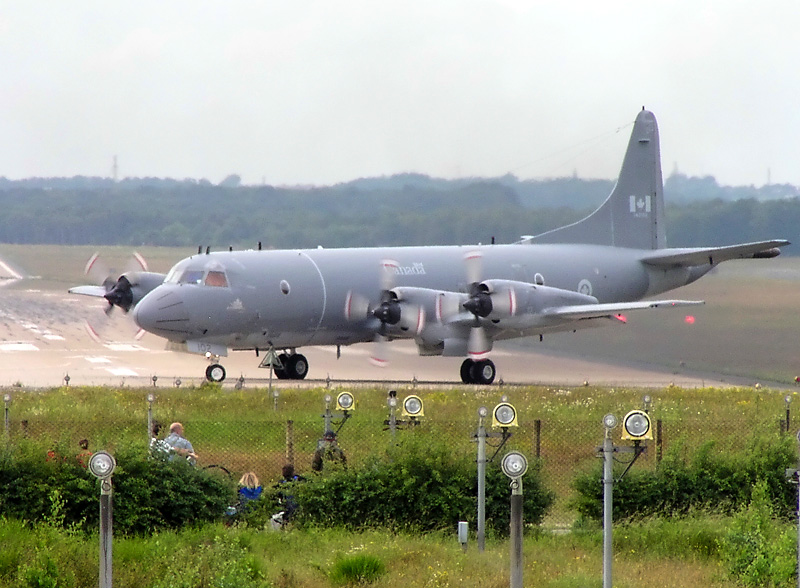
CP-140 Aurora, variante utilisée par l'aviation royale canadienne, servant pour la patrouille maritime.

- Argentine : 6 P-3B reçus entre 1997 et 1999 par l'Aviation navale argentine dont 2 servant de réserves de pièces détachées. Il était envisagé de les remplacer fin 2019 par 4 P-3C de seconde main de l'US Navy[6] mais les négociations ont échoué[7]. Aucun n'est en service depuis 2022[8]. En novembre 2023, un accord pour l'achat d'un P3-N (SAR et Mobile Logistics Support) et de 3 P3-C ex-norvégiens est signé[9].
- Australie : a acheté 19 P-3C dans les années 1960, reconvertis en AP-3C, retrait en cours en 2019 devant se terminer en 2023[10].
- Brésil : a acheté un parc de 12 P-3A/B ex-US Navy transférés entre 2002 et 2004; 9 sont modernisés et entrent en service à partir d'octobre 2011 dans l'armée de l’air brésilienne, les derniers en 2012[11], les 3 autres servent de dépôts de pièces détachées et l'entrainement.
- Canada : possède 18 CP-140 Aurora et 3 CP-140A Arcturus, version canadienne du P-3C
- Chili : possède 4 P-3A basés sur la Base Aeronaval Torquemada. 3 sont utilisés comme avion de patrouille, 1 sert de transport de personnel. Le Chili pense étendre leurs services jusqu’en 2030 en remplaçant les ailes, modernisant les moteurs et intégrant l’emploi de l’ AGM-84 Harpoon[12].
- Corée du Sud : la Marine de la république de Corée possède 16 P-3. 8 P-3C neufs reçus en 1994 et 8 P-3B d'occasion commandés en 2004 qui sont tous modernisés et portés à la version -C par Korea Aerospace Industries entre juillet 2016 2018[13],[14].
- Espagne[15] :
  - Armée de l'air espagnole : 6 P-3A ex-US Navy livrés à partir de juillet 1973, un accidenté, retirés du service entre 1991 et 1992. Remplacés par 5 P-3B acquis auprès de la Force aérienne royale norvégienne. Trois P-3B ont été modifiés et mis à niveau  P-3M. Retirés du service le 16 décembre 2022[16] En remplacement, il a été annoncé qu'une première tranche de 4 exemplaires du CASA C-295 Persuader serait commandée en 2023[17].
- États-Unis :
  - US Navy
  - Le Service des douanes et de la protection des frontières des États-Unis utilise, en 2009 ,11 P-3[18] dont des P-3 AEW & C
  - Les services météorologiques, le National Oceanic and Atmospheric Administration (NOAA) alignent deux P-3 en version WP-3D, spécialement équipés pour la collecte des données météo.
  - La National Aeronautics and Space Administration (NASA) dispose d'un P3B géré par le Wallops Flight Facility pour des études en milieu polaire arctique.
  - La société Aero Union a aligné quelques appareils équipés comme avion bombardier d'eau. L'US Forest Service a résilié le contrat en juillet 2011, la compagnie étant accusée de ne pas atteindre les critères de sécurité exigés[19].
  - Au 14 janvier 2014, 149 retirés du service sont stockés au 309th Aerospace Maintenance and Regeneration Group.
- Grèce : 4 P-3A alloués pour la formation au sol et les pièces de rechange et 6 P-3B pour le service opérationnel livrés entre 1995 et décembre 1997 au 353e Escadron de patrouille maritime, basé à la base aérienne d'Elefsina. Retirés en 2009, 5 P-3B sont réactivés et modernisés depuis 2016 pour une livraison entre fin 2018 et 2023[20].
- Iran : 6 P-3F reçus par l'État impérial d'Iran entre le 24 juillet 1974 et le 31 janvier 1975. Un accidenté le 15 février 1985. 2 ou 3 opérationnels en 2019 dans la Force aérienne de la république islamique d'Iran[21].
- Japon : possède 110 P-3C, 40 en ligne le 31 mars 2022[22].
- Norvège : premier lot de 5 P-3B Orion à partir de 1969; deux P-3B supplémentaires en 1980 et quatre P-3C en 1989. Le premier lot de cinq P-3B est vendu à l'Espagne en 1988. Les 2 P-3B sont transformés en P-3N. Ces derniers et les 4 P-3C sont opérés par le 333e escadron de force aérienne royale norvégienne qui les retire en 2023[23]. 3 P-3C et un P-3N doivent être repris par l'Argentine selon un accord de novembre 2023.
- Nouvelle-Zélande : 6 P-3K, 5 P-3B entrés en service en 1966[3], portés au standard P-3K en 1983, le sixième acquis auprès de l'Australie en 1985, retirés du service le 14 janvier 2023[24].
- Pakistan
- Pays-Bas : Aéronautique navale néerlandaise
- Portugal : acquis auprès de l'Australie.
- Taïwan : possède 12 P-3C réceptionnés entre 2013 et 2015, ils stationnent sur la base aérienne de la force aérienne de la république de Chine de Pingtung[25],[26].
- Thaïlande

### Développement lié
- Lockheed CP-140 Aurora
- Lockheed EP-3
- Lockheed L-188 Electra
- Lockheed P-7 (en)
- Lockheed WP-3D Orion

### Aéronefs comparables
- EADS CASA C-295
- Avro Shackleton
- Boeing P-8 Poseidon
- Bombardier Aerospace DHC-8-MPA-D8
- Breguet Atlantique
- Canadair CP-107 Argus
- EADS CASA C-295 MPA
- Hawker-Siddeley Nimrod
- Iliouchine Il-38
- Kawasaki P-1

### Variantes
- Lockheed P-3 Orion variants (en)